# The Endless Forest
The Endless Forest est un jeu vidéo multijoueur en ligne pour Microsoft Windows du studio belge Tale of Tales. Dans le jeu, le joueur incarne un cerf dans une forêt paisible sans objectifs directs ni possibilité de discuter avec d'autres joueurs. Les pictogrammes au-dessus des têtes de cerf des joueurs inscrits représentent leurs noms. Les joueurs communiquent entre eux par les sons et le langage corporel.

## Système de jeu
Le joueur commence la partie en tant que faon. En un peu plus d'un mois, l'animal grandit pour devenir un cerf. Les activités courantes incluent l'exploration de la forêt, manger, boire de l'eau et dormir sous les arbres. Il existe également des activités sociales auxquelles les cerfs se livrent couramment, telles que la danse, des baignades, des cache-cache ou jouer à chat.
L'abiogenèse est une mécanique qui permet aux développeurs d'intervenir directement sur l'environnement du jeu, et leur permet de changer les choses en temps réel. C'est un événement qui se produit soit au hasard, soit organisé à l'avance. Par exemple, des cages peuvent tomber du ciel, ou des boules disco et des bulles de savon peuvent surgir.
Il n'y a pas de façon pour communiquer par écrit dans The Endless Forest. Les cerfs affichent les actions du joueur au-dessus de leur tête afin de communiquer entre eux. Ces actions peuvent être divisées en trois types ; actions de base, actions expressives et actions magiques de la forêt. Les actions de base sont par exemple debout/couché, bêler, écouter, sauter et frotter un arbre.

## Développement
Les créateurs de The Endless Forest se sont efforcés de créer un jeu artistique, une peinture émouvante. Surnommé par ses développeurs un "jeu en ligne multijoueur et un économiseur d'écran social",, The Endless Forest n'est pas exactement un MMORPG. La différence la plus notable avec les autres MMORPG est le manque de violence et de communication humaine (parlée) dans le jeu,,.

## Accueil
Depuis sa première sortie, The Endless Forest reçoit beaucoup de retours positifs du public. Le jeu est invité à des expositions telles que le Bradford Animation Festival ou le Centre d'Art la Panera.
Des remarques sont faites sur la nature inachevée du jeu, ainsi que sur l'espoir de ce qui pourrait être réservé à l'avenir,.
The Endless Forest reçoit cependant des commentaires négatifs concernant son manque de traits considérés comme essentiels aux jeux MMO et aux jeux vidéo en général,.